# RELOAD
L' editor RELOAD (sigla de Reusable eLearning Object Authoring and Delivery) és un programa informàtic que permet crear de forma amigable paquets amb contingut educatiu i guardar-los en format SCORM i IMS. Es distribueix sota la llicència MIT (open source) des de la web del projecte, és multiplataforma, necessita una màquina virtual Java i té un paquet d'idioma en català. A més de Reload Editor existeix Reload Player que permet testar els paquets creats amb l'editor sense la necessitat d'un LMS (learning management system).